# 정선화
정선화(1985년 8월 2일 ~ )는 대한민국의 전 농구 선수이다. 한국여자프로농구(WKBL) 청주 KB 스타즈와 부천 하나외환, 부산 BNK 썸에서 활동하였다. 포지션은 센터이다.

## 수상
- 2010년 아시안 게임 농구 여자 –  은메달
- WKBL 블록상: 2012